# Phyllophorella dorsalis
Phyllophorella dorsalis är en insektsart som beskrevs av Willemse, C. 1953. Phyllophorella dorsalis ingår i släktet Phyllophorella och familjen vårtbitare. Inga underarter finns listade i Catalogue of Life.